# Alois I. (Liechtenstein)

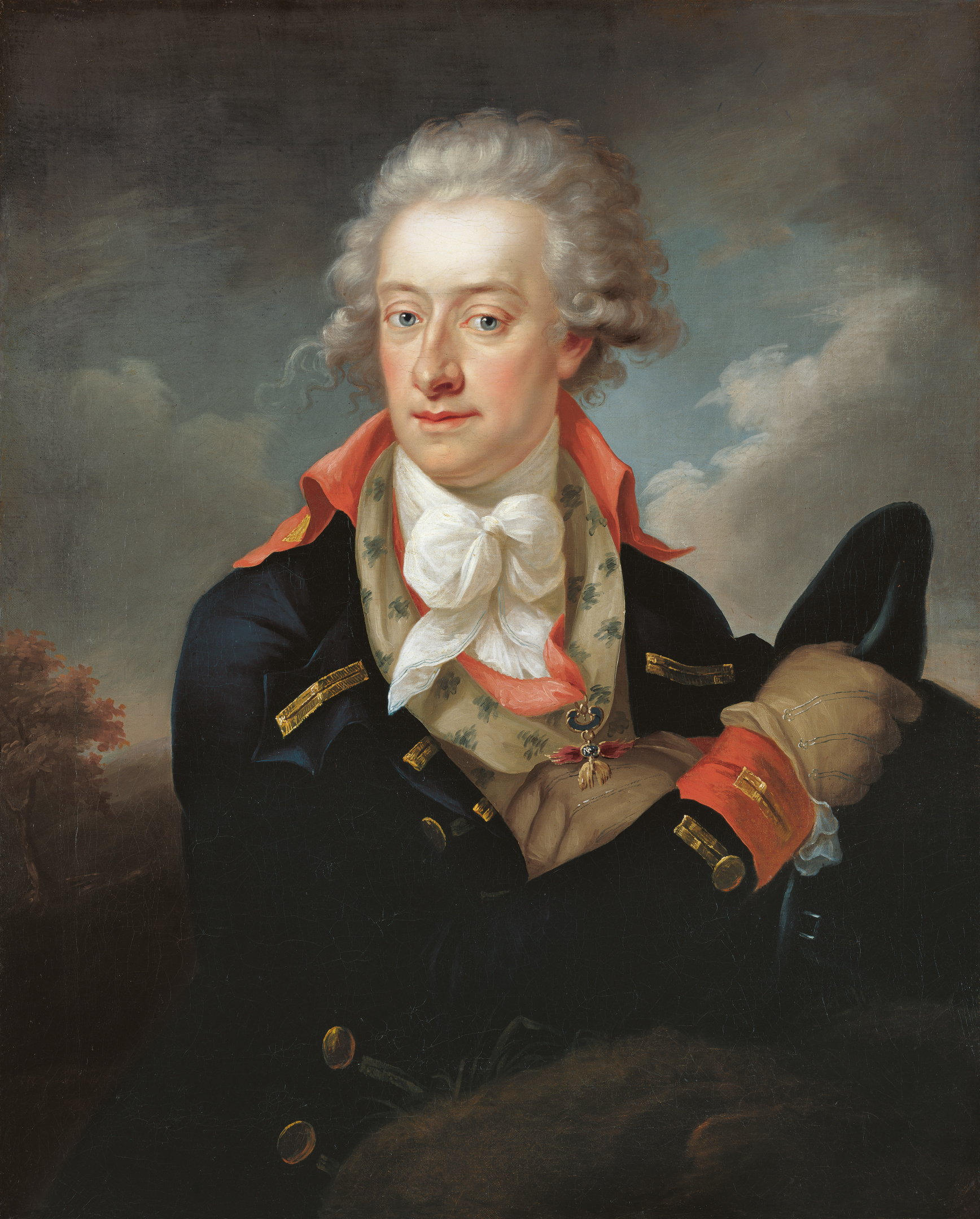
Alois I. von Liechtenstein, Gemälde von Eduard Ströhling

Alois I. Joseph von Liechtenstein (* 14. Mai 1759 in Wien; † 24. März 1805 ebenda) war der 9. regierende Fürst von Liechtenstein von 1781 bis 1805.

## Biografie
Er folgte seinem Vater Franz Josef I. als Fürst und regierender Herr des Hauses Liechtenstein nach dessen Tod am 18. August 1781. 
Nach seinem Tod folgte ihm sein jüngerer Bruder Johann I. Josef als Fürst von Liechtenstein. Sein Grab befindet sich in der Gruft des Hauses Liechtenstein in Vranov (Mähren).

## Familie
Alois heiratete am 16. November 1783 Karoline Engelberte Felicitas zu Manderscheid-Blankenheim, eine Tochter des Grafen Johann Wilhelm zu Manderscheid-Blankenheim. Die Ehe blieb kinderlos.